# Ignazio Affanni
Ignazio Affanni (Parma, 22 marzo 1828 – Borgo San Donnino, 29 luglio 1889) è stato un pittore italiano.
Suo nipote è stato lo scultore Garibaldo Affanni.

## Biografia
Dopo gli studi all'Accademia di Belle Arti di Parma e un periodo di pensionato a Firenze, ottenne premi e onorificenze che gli diedero la ricchezza che finì però con lo sperperare, morendo nel 1889 nell'ospizio dei poveri di Borgo San Donnino.

## Opere

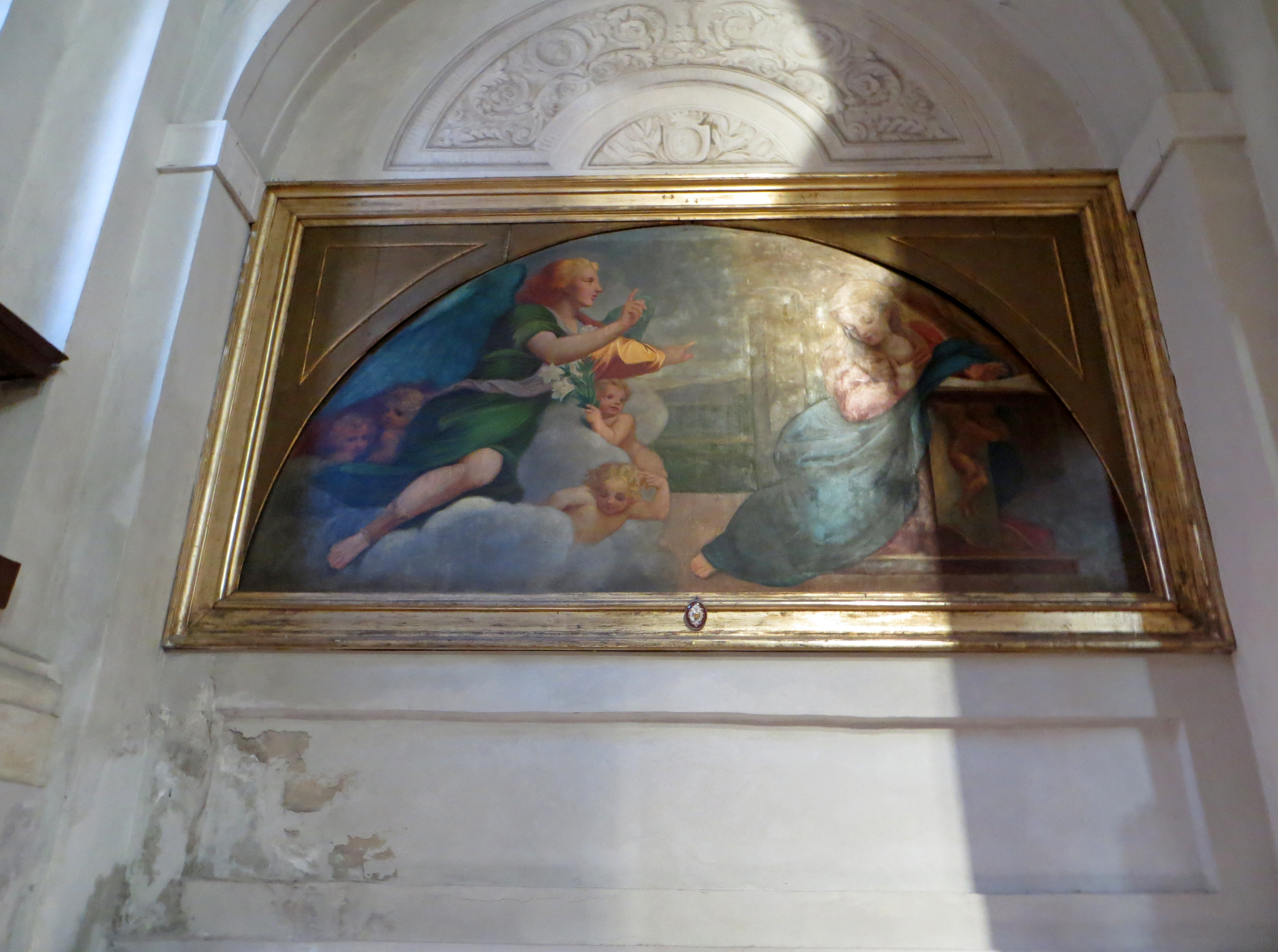
Ignazio Affanni (copia da Correggio), Annunciazione, Chiesa della Santissima Annunziata, Parma

Lasciò quadri di soggetto religioso, mitologico, storico, patriottico e sociale e, nella cripta del duomo di Parma, affreschi raffiguranti con episodi della vita di San Bernardo.